# GP3-Serie 2014
Die GP3-Serie 2014 war die fünfte Saison der GP3-Serie. Es gab 18 Rennen, die Meisterschaft begann am 10. Mai in Montmeló und endete am 23. November auf der Yas-Insel. Alex Lynn gewann die Fahrerwertung und Carlin die Teamwertung.

## Änderungen 2014

### Sportliches Reglement
Die GP3-Serie verlängerte Mitte September 2013 den Vertrag mit Pirelli als exklusiven Reifenlieferant. Pirelli beliefert seit der Gründung der Rennserie in 2010 die Fahrer mit ihren Reifen, seit 2011 verwenden auch die Formel 1 sowie die Schwesterrennserie GP 2 Pirelli-Reifen.

## Teams und Fahrer
Alle Teams und Fahrer verwendeten das Dallara-Chassis GP3/13, Motoren von AER und Reifen von Pirelli.
| Bild                  | Team                  | Auto # | Fahrer                     | Rennwochenende | Quelle |
| --------------------- | --------------------- | ------ | -------------------------- | -------------- | ------ |
| ART Grand Prix        | ART Grand Prix        | 01     | Alex Fontana               | Alle           | [ 2 ]  |
| ART Grand Prix        | ART Grand Prix        | 02     | Marvin Kirchhöfer          | Alle           | [ 3 ]  |
| ART Grand Prix        | ART Grand Prix        | 03     | Dino Zamparelli            | Alle           | [ 4 ]  |
| Arden International   | Arden International   | 04     | Robert Vişoiu              | Alle           | [ 5 ]  |
| Arden International   | Arden International   | 05     | Patric Niederhauser        | Alle           | [ 5 ]  |
| Arden International   | Arden International   | 06     | Jann Mardenborough         | Alle           | [ 6 ]  |
| Koiranen GP           | Koiranen GP           | 07     | Carmen Jordá               | 1–7            | [ 7 ]  |
| Koiranen GP           | Koiranen GP           | 07     | Dean Stoneman              | 8–9            | [ 8 ]  |
| Koiranen GP           | Koiranen GP           | 08     | Jimmy Eriksson             | Alle           | [ 9 ]  |
| Koiranen GP           | Koiranen GP           | 09     | Santiago Urrutia           | Alle           | [ 10 ] |
| Carlin                | Carlin                | 10     | Alex Lynn                  | Alle           | [ 11 ] |
| Carlin                | Carlin                | 11     | Emil Bernstorff            | Alle           | [ 12 ] |
| Carlin                | Carlin                | 12     | Luís Sá Silva              | Alle           | [ 13 ] |
| Marussia Manor Racing | Marussia Manor Racing | 14     | Patrick Kujala             | 1–7            | [ 14 ] |
| Marussia Manor Racing | Marussia Manor Racing | 15     | Ryan Cullen                | 1–7            | [ 14 ] |
| Marussia Manor Racing | Marussia Manor Racing | 16     | Dean Stoneman              | 1–7            | [ 14 ] |
| Hilmer Motorsport     | Hilmer Motorsport     | 17     | Iwan Taranow               | 1              | [ 15 ] |
| Hilmer Motorsport     | Hilmer Motorsport     | 17     | Nikolai Marzenko           | 2, 8           | [ 16 ] |
| Hilmer Motorsport     | Hilmer Motorsport     | 17     | Sebastian Balthasar        | 3–7            | [ 17 ] |
| Hilmer Motorsport     | Hilmer Motorsport     | 18     | Nelson Mason               | Alle           | [ 18 ] |
| Hilmer Motorsport     | Hilmer Motorsport     | 19     | Beitske Visser             | 1              | [ 18 ] |
| Hilmer Motorsport     | Hilmer Motorsport     | 19     | Riccardo Agostini          | 2–9            | [ 19 ] |
| Jenzer Motorsport     | Jenzer Motorsport     | 20     | Pål Varhaug                | Alle           | [ 20 ] |
| Jenzer Motorsport     | Jenzer Motorsport     | 21     | Mathéo Tuscher             | Alle           | [ 20 ] |
| Jenzer Motorsport     | Jenzer Motorsport     | 22     | Adderly Fong               | 1–4            | [ 20 ] |
| Jenzer Motorsport     | Jenzer Motorsport     | 22     | Christopher Höher          | 5              | [ 21 ] |
| Jenzer Motorsport     | Jenzer Motorsport     | 22     | Kevin Ceccon               | 6–9            | [ 22 ] |
| Trident Racing        | Trident               | 23     | Victor Carbone             | 1–4            | [ 23 ] |
| Trident Racing        | Trident               | 23     | Konstantin Tereschtschenko | 6              | [ 24 ] |
| Trident Racing        | Trident               | 23     | Luca Ghiotto               | 7              |        |
| Trident Racing        | Trident               | 23     | Kang Ling                  | 9              | [ 25 ] |
| Trident Racing        | Trident               | 24     | Roman De Beer              | 1–5            | [ 26 ] |
| Trident Racing        | Trident               | 24     | John Bryant-Meisner        | 6–7            | [ 24 ] |
| Trident Racing        | Trident               | 24     | Patrick Kujala             | 8              | [ 8 ]  |
| Trident Racing        | Trident               | 24     | Ryan Cullen                | 9              | [ 25 ] |
| Trident Racing        | Trident               | 25     | Denis Nagulin              | 1              | [ 27 ] |
| Trident Racing        | Trident               | 25     | Mitchell Gilbert           | 3–5, 7–8       | [ 28 ] |
| Trident Racing        | Trident               | 25     | Luca Ghiotto               | 6              | [ 24 ] |
| Trident Racing        | Trident               | 25     | Patrick Kujala             | 9              | [ 25 ] |
| Status Grand Prix     | Status Grand Prix     | 26     | Nick Yelloly               | Alle           | [ 29 ] |
| Status Grand Prix     | Status Grand Prix     | 27     | Richie Stanaway            | Alle           | [ 30 ] |
| Status Grand Prix     | Status Grand Prix     | 28     | Alfonso Celis jr.          | Alle           | [ 31 ] |

### Änderungen bei den Fahrern
Die folgende Auflistung enthält alle Fahrer, die an der GP3-Serie-Saison 2013 teilgenommen haben und in der Saison 2014 nicht für dasselbe Team wie 2012 starten.
Fahrer, die ihr Team gewechselt haben:
- Jimmy Eriksson: Status Grand Prix → Koiranen GP
- Adderly Fong: Status Grand Prix → Jenzer Motorsport
- Alex Fontana: Jenzer Motorsport → ART Grand Prix
- Carmen Jordá: Bamboo Engineering → Koiranen GP
- Patrick Kujala: Koiranen GP → Marussia Manor Racing
- Patric Niederhauser: Jenzer Motorsport → Arden International
- Dean Stoneman: Koiranen GP → Marussia Manor Racing
- Nick Yelloly: Carlin → Status Grand Prix
- Dino Zamparelli: Marussia Manor Racing → ART Grand Prix

Fahrer, die in die GP3-Serie einsteigen bzw. zurückkehren:
- Riccardo Agostini: Formel Renault 3.5 (Zeta Corse) → Hilmer Motorsport
- Sebastian Balthasar: Deutscher Formel-3-Cup (GU-Racing) → Hilmer Motorsport
- Emil Bernstorff: Deutscher Formel-3-Cup (Lotus) → Carlin
- John Bryant-Meisner: Deutscher Formel-3-Cup (Performance Racing) → Trident Racing
- Victor Carbone: Indy Lights (Team Moore Racing) → Trident Racing
- Kevin Ceccon: GP2-Serie (Trident Racing) → Jenzer Motorsport
- Alfonso Celis jr.: Nordeuropäische Formel Renault (Fortec Competition) → Status Grand Prix
- Roman De Beer: Auszeit → Trident Racing
- Luca Ghiotto: Formel Renault 2.0 Eurocup (Prema Powerteam) → Trident Racing
- Mitchell Gilbert: Europäische Formel-3-Meisterschaft (kfzteile24 Mücke Motorsport) → Trident Racing
- Christopher Höher: Deutscher Formel-3-Cup (Franz Wöss Racing) → Jenzer Motorsport
- Marvin Kirchhöfer: Deutscher Formel-3-Cup (Lotus) → ART Grand Prix
- Kang Ling: Französische F4 → Trident Racing
- Alex Lynn: Europäische Formel-3-Meisterschaft (Prema Powerteam) → Carlin
- Jann Mardenborough: Europäische Formel-3-Meisterschaft (Carlin) → Arden International
- Nikolai Marzenko: Formel Renault 3.5 (Pons Racing) → Hilmer Motorsport
- Nelson Mason: European F3 Open (Team West-Tec) → Hilmer Motorsport
- Denis Nagulin: European F3 Open (Campos Racing) → Trident Racing
- Richie Stanaway: FIA-Langstrecken-Weltmeisterschaft (Aston Martin Racing) → Status Grand Prix
- Iwan Taranow: Britische Formel Renault (Scorpio Motorsport) → Hilmer Motorsport
- Konstantin Tereschtschenko: Formel Renault 2.0 Eurocup (Interwetten Racing) → Trident Racing
- Mathéo Tuscher: Formel Renault 3.5 (Zeta Corse) → Jenzer Motorsport
- Santiago Urrutia: European F3 Open (RP Motorsport) → Koiranen GP
- Pål Varhaug: GP2-Serie (Hilmer Motorsport) → Jenzer Motorsport
- Beitske Visser: ADAC Formel Masters (Lotus) → Hilmer Motorsport

Fahrer, die die GP3-Serie verlassen haben:
- Conor Daly: ART Grand Prix → United SportsCar Championship (RSR Racing)
- Jack Harvey: ART Grand Prix → Indy Lights (Schmidt Peterson Motorsports)
- Daniil Kwjat: MW Arden → Formel 1 (Scuderia Toro Rosso)
- Facu Regalía: ART Grand Prix → GP2-Serie (Hilmer Motorsport)
- Carlos Sainz jr.: MW Arden → Formel Renault 3.5 (DAMS)
- Josh Webster: Status Grand Prix → Britischer Porsche Carrera Cup

Fahrer, die noch keinen Vertrag für ein Renncockpit 2014 besitzen:
| - Robert Cregan - Tio Ellinas - David Fumanelli - Samin Gomez - Kevin Korjus | - Eric Lichtenstein - Melville McKee - Alice Powell - Alexander Sims - Aaro Vainio | - Giovanni Venturini - Lewis Williamson - Emanuele Zonzini |

### Änderungen bei den Teams
- Bamboo Engineering verließ die GP3-Serie nach einer Saison. Den Startplatz sollte das Projekt Russian Time, die als Dienstleiter ursprünglich den Rennstall Motopark Academy für die Betreuung des Einsatzes ausgewählt hatten, übernehmen.[32] Nach dem Tod von Igor Mazepa, dem Teamchef und Eigner des Projekts Russian Time, löste die Investorengruppe des Projekts und Mazepas Erben Mitte Februar den Vertrag mit Motopark Academy. Motopark Academy plante mit dem Fahrertrio Jimmy Eriksson, Marvin Kirchhöfer und Markus Pommer.[33] Wenig später wurde iSport International als neues Team für die Durchführung aller Russian-Time-Einsätze bekannt gegeben.[34] Allerdings entschied man sich im März 2014 dafür, den GP3-Startplatz zurückzugeben. Der Startplatz wurde von den Organisatoren an Hilmer Motorsport neu vergeben.[35]
- Arden International, die bisher unter dem Namen MW Arden mit australischer Lizenz angetreten waren, starten 2014 mit britischer Lizenz unter ihrem ursprünglichen Namen Arden International.[36]

## Rennkalender
Der Rennkalender wurde am 6. Dezember 2013 veröffentlicht. Es fanden neun Rennwochenenden statt, alle Veranstaltungen befanden sich im Rahmenprogramm der Formel-1-Weltmeisterschaft. Im Vergleich zum Vorjahr flogen Cheste und Nürburg raus, neu hinzu kamen Hockenheim, Sotschi sowie Spielberg.
| Nr. | Datum         | Rennstrecke                                      | Sieger              | Zweiter           | Dritter            | Pole-Position     | Schnellste Rennrunde |
| --- | ------------- | ------------------------------------------------ | ------------------- | ----------------- | ------------------ | ----------------- | -------------------- |
| 01. | 10. Mai       | Circuit de Barcelona-Catalunya (Montmeló)        | Alex Lynn           | Jimmy Eriksson    | Richie Stanaway    | Alex Lynn         | Alex Lynn            |
| 02. | 11. Mai       | Circuit de Barcelona-Catalunya (Montmeló)        | Dean Stoneman       | Mathéo Tuscher    | Dino Zamparelli    |                   | Patric Niederhauser  |
| 03. | 21. Juni      | Red Bull Ring (Spielberg)                        | Alex Lynn           | Emil Bernstorff   | Jimmy Eriksson     | Alex Lynn         | Alex Lynn            |
| 04. | 22. Juni      | Red Bull Ring (Spielberg)                        | Emil Bernstorff     | Jimmy Eriksson    | Richie Stanaway    |                   | Emil Bernstorff      |
| 05. | 05. Juli      | Silverstone Circuit (Silverstone)                | Jimmy Eriksson      | Alex Lynn         | Marvin Kirchhöfer  | Jimmy Eriksson    | Alex Lynn            |
| 06. | 06. Juli      | Silverstone Circuit (Silverstone)                | Richie Stanaway     | Nick Yelloly      | Emil Bernstorff    |                   | Roman de Beer        |
| 07. | 19. Juli      | Hockenheimring Baden-Württemberg (Hockenheim)    | Marvin Kirchhöfer   | Alex Lynn         | Emil Bernstorff    | Marvin Kirchhöfer | Marvin Kirchhöfer    |
| 08. | 20. Juli      | Hockenheimring Baden-Württemberg (Hockenheim)    | Jann Mardenborough  | Dino Zamparelli   | Alex Lynn          |                   | Jann Mardenborough   |
| 09. | 26. Juli      | Hungaroring (Mogyoród)                           | Richie Stanaway     | Nick Yelloly      | Robert Vişoiu      | Richie Stanaway   | Jann Mardenborough   |
| 10. | 27. Juli      | Hungaroring (Mogyoród)                           | Patric Niederhauser | Dino Zamparelli   | Jann Mardenborough |                   | Mitchell Gilbert     |
| 11. | 23. August    | Circuit de Spa-Francorchamps (Spa-Francorchamps) | Dean Stoneman       | Dino Zamparelli   | Nick Yelloly       | Luca Ghiotto      | Mathéo Tuscher       |
| 12. | 24. August    | Circuit de Spa-Francorchamps (Spa-Francorchamps) | Alex Lynn           | Richie Stanaway   | Alex Fontana       |                   | Alex Fontana         |
| 13. | 06. September | Autodromo Nazionale di Monza (Monza)             | Jimmy Eriksson      | Dino Zamparelli   | Marvin Kirchhöfer  | Jimmy Eriksson    | Dino Zamparelli      |
| 14. | 07. September | Autodromo Nazionale di Monza (Monza)             | Dean Stoneman       | Alex Lynn         | Marvin Kirchhöfer  |                   | Marvin Kirchhöfer    |
| 15. | 11. Oktober   | Sochi Autodrom (Sotschi)                         | Dean Stoneman       | Marvin Kirchhöfer | Alex Fontana       | Dean Stoneman     | Dean Stoneman        |
| 16. | 12. Oktober   | Sochi Autodrom (Sotschi)                         | Patric Niederhauser | Dean Stoneman     | Marvin Kirchhöfer  |                   | Jimmy Eriksson       |
| 17. | 22. November  | Yas Marina Circuit (Yas-Insel)                   | Dean Stoneman       | Marvin Kirchhöfer | Dino Zamparelli    | Marvin Kirchhöfer | Marvin Kirchhöfer    |
| 18. | 23. November  | Yas Marina Circuit (Yas-Insel)                   | Nick Yelloly        | Alex Lynn         | Emil Bernstorff    |                   | Alex Fontana         |

## Wertungen

### Punktesystem
Beim Hauptrennen (HAU) bekamen die ersten Zehn des Rennens 25, 18, 15, 12, 10, 8, 6, 4, 2 bzw. 1 Punkt(e). Beim Sprintrennen (SPR) erhielten die ersten Acht des Rennens 15, 12, 10, 8, 6, 4, 2 bzw. 1 Punkt(e). Zusätzlich erhielt der Gewinner des Qualifyings, der im Hauptrennen von der Pole-Position startete, vier Punkte. Der Fahrer, der von den ersten zehn klassifizierten Fahrern die schnellste Rennrunde erzielte, erhielt zwei Punkte.
| Punkteverteilung | Punkteverteilung | Punkteverteilung | Punkteverteilung | Punkteverteilung | Punkteverteilung | Punkteverteilung | Punkteverteilung | Punkteverteilung | Punkteverteilung | Punkteverteilung | Punkteverteilung | Punkteverteilung |
| ---------------- | ---------------- | ---------------- | ---------------- | ---------------- | ---------------- | ---------------- | ---------------- | ---------------- | ---------------- | ---------------- | ---------------- | ---------------- |
| Platz            | 1                | 2                | 3                | 4                | 5                | 6                | 7                | 8                | 9                | 10               | PP               | SR               |
| Hauptrennen      | 25               | 18               | 15               | 12               | 10               | 8                | 6                | 4                | 2                | 1                | 4                | 2                |
| Sprintrennen     | 15               | 12               | 10               | 8                | 6                | 4                | 2                | 1                | 0                | 0                | –                | 2                |

### Fahrerwertung
| Pos. | Fahrer             | ESP | ESP | AUT | AUT | GBR | GBR | GER | GER | HUN | HUN | BEL | BEL | ITA | ITA | RUS | RUS | UAE | UAE | Punkte |
| Pos. | Fahrer             | HAU | SPR | HAU | SPR | HAU | SPR | HAU | SPR | HAU | SPR | HAU | SPR | HAU | SPR | HAU | SPR | HAU | SPR | Punkte |
| ---- | ------------------ | --- | --- | --- | --- | --- | --- | --- | --- | --- | --- | --- | --- | --- | --- | --- | --- | --- | --- | ------ |
| 01   | A. Lynn            | 1   | 18  | 1   | 20  | 2   | 6   | 2   | 3   | 4   | 4   | 8   | 1   | 6   | 2   | 7   | 5   | 5   | 2   | 207    |
| 02   | D. Stoneman        | 7   | 1   | DNF | 10  | 10  | 18* | 5   | 4   | 9   | 8   | 1   | 9   | 5   | 1   | 1   | 2   | 1   | DNF | 163    |
| 03   | M. Kirchhöfer      | 5   | 5   | 5   | DNF | 3   | 4   | 1   | DNF | 11  | 9   | DNS | 17  | 3   | 3   | 2   | 3   | 2   | 11  | 161    |
| 04   | J. Eriksson        | 2   | 6   | 3   | 2   | 1   | DNF | 7   | 15  | 10  | 16  | DNF | 19  | 1   | 8   | 4   | 16  | 10  | 5   | 134    |
| 05   | E. Bernstorff      | DNF | 8   | 2   | 1   | 4   | 3   | 3   | DNF | 5   | 7   | 9   | 6   | 4   | 4   | DNF | 8   | 4   | 3   | 134    |
| 06   | N. Yelloly         | 9   | 7   | 7   | 5   | 5   | 2   | 4   | 5   | 2   | 11  | 3   | 5   | 10  | 5   | 9   | 6   | 8   | 1   | 127    |
| 07   | D. Zamparelli      | 6   | 3   | 15  | 8   | 8   | 7   | 6   | 2   | 8   | 2   | 2   | 7   | 2   | 9   | 18  | 13  | 3   | 4   | 126    |
| 08   | R. Stanaway        | 3   | 4   | 4   | 3   | 7   | 1   | 13  | 7   | 1   | 6   | 7   | 2   | 9   | DNF | 12  | DNF | 12  | 7   | 125    |
| 09   | J. Mardenborough   | 14  | 14  | 11  | DNF | 9   | 15  | 8   | 1   | 7   | 3   | 4   | 4   | 11  | DNF | 6   | 4   | 13  | DNF | 77     |
| 10   | P. Niederhauser    | 10  | 9   | 10  | 6   | 13  | DNF | 12  | 6   | 6   | 1   | DNF | DNF | 13  | 19  | 8   | 1   | 7   | DSQ | 62     |
| 11   | A. Fontana         | 11  | 19  | DNF | 17  | 15  | DNF | 11  | 13  | 14  | 13  | 6   | 3   | DNF | 10  | 3   | DNF | 6   | 15  | 43     |
| 12   | M. Tuscher         | 8   | 2   | 6   | DNF | 14  | 8   | 18  | 11  | 22  | 15  | DNF | 16  | 8   | DNF | DNF | 11  | DNF | 10  | 29     |
| 13   | R. Vişoiu          | 13  | 11  | DNF | 14  | 20  | 13  | 10  | 9   | 3   | 5   | DNF | 20  | 19  | 14  | DNF | 10  | 15  | 8   | 23     |
| 14   | P. Kujala          | 4   | DNF | 9   | 7   | 12  | DNF | 25* | 16  | 13  | 10  | DNF | 21  | 7   | DNF | 13  | 9   | DNF | 14  | 22     |
| 15   | K. Ceccon          |     |     |     |     |     |     |     |     |     |     | 11  | 11  | 12  | 6   | 5   | DNF | 9   | 6   | 20     |
| 16   | R. Agostini        |     |     | DNF | 11  | 6   | 5   | 9   | 8   | 18  | 19  | 10  | 12  | 15  | 12  | 11  | DNF | 18  | 13  | 18     |
| 17   | P. Varhaug         | 12  | DNF | 13  | 9   | 11  | DNF | 19  | DNF | 21  | 14  | 5   | 8   | DNF | 11  | 10  | DNF | 14  | 9   | 12     |
| 18   | R. De Beer         | DNF | DSQ | 12  | 4   | 17  | 16  | 21  | 17  | 15  | 12  |     |     |     |     |     |     |     |     | 8      |
| 19   | L. Sá Silva        | 16  | 10  | 8   | 22  | 18  | 9   | 17  | 10  | 17  | 18  | 16  | 23* | 14  | 7   | 17  | 15  | DNF | 17  | 6      |
| 20   | L. Ghiotto         |     |     |     |     |     |     |     |     |     |     | 18  | 14  | 21  | 13  |     |     |     |     | 4      |
| 21   | A. Celis jr.       | 18  | DNF | DNF | 19  | 16  | 10  | DNF | 23* | 16  | 22  | 12  | 15  | 16  | DNF | 16  | 7   | 16  | DNF | 2      |
| 22   | N. Mason           | 17  | DNF | 14  | 16  | 25  | 12  | 16  | 14  | 19  | 20  | 15  | 10  | DNS | 18  | 15  | DNS | 17  | 18  | 0      |
| 23   | S. Urrutia         | 21  | 13  | 16  | 12  | DNF | 14  | 22  | 18  | 12  | DNF | 13  | 18  | DNF | 15  | 14  | 12  | 11  | 12  | 0      |
| 24   | A. Fong            | DNF | 12  | DNF | 15  | 21  | 11  | 15  | 12  |     |     |     |     |     |     |     |     |     |     | 0      |
| 25   | R. Cullen          | 15  | 16  | 17  | 13  | 19  | DNF | 20  | 19  | 24  | 21  | 14  | 13  | DNF | 16  |     |     | 19  | DNF | 0      |
| 26   | M. Gilbert         |     |     |     |     | DNS | DNS | 14  | DNF | 20  | 24  |     |     | 18  | 20  | 20  | 14  |     |     | 0      |
| 27   | B. Visser          | 19  | 15  |     |     |     |     |     |     |     |     |     |     |     |     |     |     |     |     | 0      |
| 28   | L. Kang            |     |     |     |     |     |     |     |     |     |     |     |     |     |     |     |     | 20  | 16  | 0      |
| 29   | C. Jordá           | DNF | DNF | 20  | 21  | 24  | 17  | DNF | 22  | 25  | 25  | 17  | DNF | 20  | 21  |     |     |     |     | 0      |
| 30   | J. Bryant-Meisner  |     |     |     |     |     |     |     |     |     |     | 20* | 22  | 17  | 17  |     |     |     |     | 0      |
| 31   | V. Carbone         | DNF | 17  | 18  | 18  | 23  | DNF | 23  | 20  |     |     |     |     |     |     |     |     |     |     | 0      |
| 32   | S. Balthasar       |     |     |     |     | 22  | DNF | 24  | 21  | DNF | 17  | 19* | DNF | DNF | DNS |     |     |     |     | 0      |
| 33   | N. Marzenko        |     |     | 19  | DNF |     |     |     |     |     |     |     |     |     |     | 19  | DNF |     |     | 0      |
| 34   | I. Taranow         | 22* | 20  |     |     |     |     |     |     |     |     |     |     |     |     |     |     |     |     | 0      |
| 35   | D. Nagulin         | 20  | DNF |     |     |     |     |     |     |     |     |     |     |     |     |     |     |     |     | 0      |
| 36   | C. Höher           |     |     |     |     |     |     |     |     | 23  | 23  |     |     |     |     |     |     |     |     | 0      |
| –    | K. Tereschtschenko |     |     |     |     |     |     |     |     |     |     | DNS | DNS |     |     |     |     |     |     | 0      |
| Pos. | Fahrer             | HAU | SPR | HAU | SPR | HAU | SPR | HAU | SPR | HAU | SPR | HAU | SPR | HAU | SPR | HAU | SPR | HAU | SPR | Punkte |
| Pos. | Fahrer             | ESP | ESP | AUT | AUT | GBR | GBR | GER | GER | HUN | HUN | BEL | BEL | ITA | ITA | RUS | RUS | UAE | UAE | Punkte |

| Legende  | Legende            | Legende                                                          |
| Farbe    | Abkürzung          | Bedeutung                                                        |
| -------- | ------------------ | ---------------------------------------------------------------- |
| Gold     | –                  | Sieg                                                             |
| Silber   | –                  | 2. Platz                                                         |
| Bronze   | –                  | 3. Platz                                                         |
| Grün     | –                  | Platzierung in den Punkten                                       |
| Blau     | –                  | Klassifiziert außerhalb der Punkteränge                          |
| Violett  | DNF                | Rennen nicht beendet (did not finish)                            |
| Violett  | NC                 | nicht klassifiziert (not classified)                             |
| Rot      | DNQ                | nicht qualifiziert (did not qualify)                             |
| Rot      | DNPQ               | in Vorqualifikation gescheitert (did not pre-qualify)            |
| Schwarz  | DSQ                | disqualifiziert (disqualified)                                   |
| Weiß     | DNS                | nicht am Start (did not start)                                   |
| Weiß     | WD                 | zurückgezogen (withdrawn)                                        |
| Hellblau | PO                 | nur am Training teilgenommen (practiced only)                    |
| Hellblau | TD                 | Freitags-Testfahrer (test driver)                                |
| ohne     | DNP                | nicht am Training teilgenommen (did not practice)                |
| ohne     | INJ                | verletzt oder krank (injured)                                    |
| ohne     | EX                 | ausgeschlossen (excluded)                                        |
| ohne     | DNA                | nicht erschienen (did not arrive)                                |
| ohne     | C                  | Rennen abgesagt (cancelled)                                      |
| ohne     | keine WM-Teilnahme |                                                                  |
| sonstige | P/fett             | Pole-Position                                                    |
| sonstige | 1/2/3/4/5/6/7/8    | Punktplatzierung im Sprint-/Qualifikationsrennen                 |
| sonstige | SR/kursiv          | Schnellste Rennrunde                                             |
| sonstige | *                  | nicht im Ziel, aufgrund der zurückgelegten Distanz aber gewertet |
| sonstige | ()                 | Streichresultate                                                 |
| sonstige | unterstrichen      | Führender in der Gesamtwertung                                   |

### Teamwertung
| Pos. | Team                  | Auto # | ESP | ESP | AUT | AUT | GBR | GBR | GER | GER | HUN | HUN | BEL | BEL | ITA | ITA | RUS | RUS | UAE | UAE | Punkte |
| Pos. | Team                  | Auto # | HAU | SPR | HAU | SPR | HAU | SPR | HAU | SPR | HAU | SPR | HAU | SPR | HAU | SPR | HAU | SPR | HAU | SPR | Punkte |
| ---- | --------------------- | ------ | --- | --- | --- | --- | --- | --- | --- | --- | --- | --- | --- | --- | --- | --- | --- | --- | --- | --- | ------ |
| 1    | Carlin                | 10     | 1   | 18  | 1   | 20  | 2   | 6   | 2   | 3   | 4   | 4   | 8   | 1   | 6   | 2   | 7   | 5   | 5   | 2   | 347    |
| 1    | Carlin                | 11     | DNF | 8   | 2   | 1   | 4   | 3   | 3   | DNF | 5   | 7   | 9   | 6   | 4   | 4   | DNF | 8   | 4   | 3   | 347    |
| 1    | Carlin                | 12     | 16  | 10  | 8   | 22  | 18  | 9   | 17  | 10  | 17  | 18  | 16  | 23† | 14  | 7   | 17  | 15  | DNF | 17  | 347    |
| 2    | ART Grand Prix        | 01     | 11  | 19  | DNF | 17  | 15  | DNF | 11  | 13  | 14  | 13  | 6   | 3   | DNF | 10  | 3   | DNF | 6   | 15  | 330    |
| 2    | ART Grand Prix        | 02     | 5   | 5   | 5   | DNS | 3   | 4   | 1   | DNF | 11  | 9   | DNS | 17  | 3   | 3   | 2   | 3   | 2   | 11  | 330    |
| 2    | ART Grand Prix        | 03     | 6   | 3   | 15  | 8   | 8   | 7   | 6   | 2   | 8   | 2   | 2   | 7   | 2   | 9   | 18  | 13  | 3   | 4   | 330    |
| 3    | Status Grand Prix     | 26     | 9   | 7   | 7   | 5   | 5   | 2   | 4   | 5   | 2   | 11  | 3   | 5   | 10  | 5   | 9   | 6   | 8   | 1   | 254    |
| 3    | Status Grand Prix     | 27     | 3   | 4   | 4   | 3   | 7   | 1   | 13  | 7   | 1   | 6   | 7   | 2   | 9   | DNF | 12  | DNF | 12  | 7   | 254    |
| 3    | Status Grand Prix     | 28     | 18  | DNF | DNF | 19  | 16  | 10  | DNF | 23† | 16  | 22  | 12  | 15  | 16  | DNF | 16  | 7   | 16  | DNF | 254    |
| 4    | Koiranen GP           | 07     | DNF | DNF | 20  | 21  | 24  | 17  | DNF | 22  | 25  | 25  | 17  | DNF | 20  | 21  | 1   | 2   | 1   | DNF | 202    |
| 4    | Koiranen GP           | 08     | 2   | 6   | 3   | 2   | 1   | DNF | 7   | 15  | 10  | 16  | DNF | 19  | 1   | 8   | 4   | 16  | 10  | 5   | 202    |
| 4    | Koiranen GP           | 09     | 21  | 13  | 16  | 12  | DNF | 14  | 22  | 18  | 12  | DNF | 13  | 18  | DNF | 15  | 14  | 12  | 11  | 12  | 202    |
| 5    | Arden International   | 04     | 13  | 11  | DNF | 14  | 20  | 13  | 10  | 9   | 3   | 5   | DNF | 20  | 19  | 14  | DNF | 10  | 15  | 8   | 162    |
| 5    | Arden International   | 05     | 10  | 9   | 10  | 6   | 13  | DNF | 12  | 6   | 6   | 1   | DNF | DNF | 13  | 19  | 8   | 1   | 7   | DSQ | 162    |
| 5    | Arden International   | 06     | 14  | 14  | 11  | DNF | 9   | 15  | 8   | 1   | 7   | 3   | 4   | 4   | 11  | DNF | 6   | 4   | 13  | DNF | 162    |
| 6    | Marussia Manor Racing | 14     | 4   | DNF | 9   | 7   | 12  | DNF | 24† | 16  | 13  | 10  | DNF | 21  | 7   | DNF |     |     |     |     | 117    |
| 6    | Marussia Manor Racing | 15     | 15  | 16  | 17  | 13  | 19  | DNF | 20  | 19  | 24  | 21  | 14  | 13  | DNF | 16  |     |     |     |     | 117    |
| 6    | Marussia Manor Racing | 16     | 7   | 1   | DNF | 10  | 10  | 18† | 5   | 4   | 9   | 8   | 1   | 9   | 5   | 1   |     |     |     |     | 117    |
| 7    | Jenzer Motorsport     | 20     | 12  | DNF | 13  | 9   | 11  | DNF | 19  | DNF | 21  | 14  | 5   | 8   | DNF | 11  | 10  | DNF | 14  | 9   | 61     |
| 7    | Jenzer Motorsport     | 21     | 8   | 2   | 6   | DNF | 14  | 8   | 18  | 11  | 22  | 15  | DNF | 16  | 8   | DNF | DNF | 11  | DNF | 10  | 61     |
| 7    | Jenzer Motorsport     | 22     | DNF | 12  | DNF | 15  | 21  | 11  | 15  | 12  | 23  | 23  | 11  | 11  | 12  | 6   | 5   | DNF | 9   | 6   | 61     |
| 8    | Hilmer Motorsport     | 17     | 22† | 20  | 19  | DNS | 22  | DNF | 24  | 21  | 25  | 25  | 19† | DNS | DNF | DNS | 19  | DNF |     |     | 18     |
| 8    | Hilmer Motorsport     | 18     | 17  | DNF | 14  | 16  | 25  | 12  | 16  | 14  | 23  | 23  | 15  | 10  | DNF | 18  | 15  | DNS | 17  | 18† | 18     |
| 8    | Hilmer Motorsport     | 19     | 19  | 15  | DNF | 11  | 6   | 5   | 9   | 8   | 19  | 18  | 10  | 12  | 15  | 12  | 11  | DNF | 18  | 13  | 18     |
| 9    | Trident               | 23     | DNF | 17  | 18  | 18  | 23  | DNF | 23  | 20  |     |     | DNS | DNS | 21  | 13  |     |     | 20  | 16  | 12     |
| 9    | Trident               | 24     | DNF | DSQ | 12  | 4   | 17  | 16  | 21  | 17  | 15  | 12  | 20† | 22  | 17  | 17  | 13  | 9   | 19  | 15  | 12     |
| 9    | Trident               | 25     | 20  | DNF |     |     | DNS | DNS | 14  | DNF | 20  | 24  | 18  | 14  | 18  | 20  | 20  | 14  | DNF | DNF | 12     |
| Pos. | Team                  | Auto # | HAU | SPR | HAU | SPR | HAU | SPR | HAU | SPR | HAU | SPR | HAU | SPR | HAU | SPR | HAU | SPR | HAU | SPR | Punkte |
| Pos. | Team                  | Auto # | ESP | ESP | AUT | AUT | GBR | GBR | GER | GER | HUN | HUN | BEL | BEL | ITA | ITA | RUS | RUS | UAE | UAE | Punkte |

| Legende  | Legende            | Legende                                                          |
| Farbe    | Abkürzung          | Bedeutung                                                        |
| -------- | ------------------ | ---------------------------------------------------------------- |
| Gold     | –                  | Sieg                                                             |
| Silber   | –                  | 2. Platz                                                         |
| Bronze   | –                  | 3. Platz                                                         |
| Grün     | –                  | Platzierung in den Punkten                                       |
| Blau     | –                  | Klassifiziert außerhalb der Punkteränge                          |
| Violett  | DNF                | Rennen nicht beendet (did not finish)                            |
| Violett  | NC                 | nicht klassifiziert (not classified)                             |
| Rot      | DNQ                | nicht qualifiziert (did not qualify)                             |
| Rot      | DNPQ               | in Vorqualifikation gescheitert (did not pre-qualify)            |
| Schwarz  | DSQ                | disqualifiziert (disqualified)                                   |
| Weiß     | DNS                | nicht am Start (did not start)                                   |
| Weiß     | WD                 | zurückgezogen (withdrawn)                                        |
| Hellblau | PO                 | nur am Training teilgenommen (practiced only)                    |
| Hellblau | TD                 | Freitags-Testfahrer (test driver)                                |
| ohne     | DNP                | nicht am Training teilgenommen (did not practice)                |
| ohne     | INJ                | verletzt oder krank (injured)                                    |
| ohne     | EX                 | ausgeschlossen (excluded)                                        |
| ohne     | DNA                | nicht erschienen (did not arrive)                                |
| ohne     | C                  | Rennen abgesagt (cancelled)                                      |
| ohne     | keine WM-Teilnahme |                                                                  |
| sonstige | P/fett             | Pole-Position                                                    |
| sonstige | 1/2/3/4/5/6/7/8    | Punktplatzierung im Sprint-/Qualifikationsrennen                 |
| sonstige | SR/kursiv          | Schnellste Rennrunde                                             |
| sonstige | *                  | nicht im Ziel, aufgrund der zurückgelegten Distanz aber gewertet |
| sonstige | ()                 | Streichresultate                                                 |
| sonstige | unterstrichen      | Führender in der Gesamtwertung                                   |